# Tyresåns sjösystem
Tyresåns sjösystem är ett antal sjöar och vattendrag med gemensamt avrinningsområde i främst Huddinge, Haninge, Stockholm, och Tyresö kommuner. Avrinningssystemet omfattar även mindre delar av Botkyrka och Nacka.
Avrinningsområdet är cirka 240 km². Sjösystemet har två utlopp i Östersjön, båda i Tyresö. Det ena går från Fatburen via Follbrinkströmmen och ner till Tyresö slott vid Kalvfjärden. Det andra utloppet går från Albysjön via Uddby kvarn och ner till Uddbyviken innanför Kalvfjärden.

## Sjöarna i Tyresåns sjösystem
- Albysjön, Tyresö
- Barnsjön
- Bylsjön
- Dammträsk
- Drevviken
- Fatburen, Tyresö
- Flaten
- Grändalsjön
- Gömmaren
- Hacksjön
- Kvarnsjön, Gladö
- Kvarnsjön, Lissma
- Kärrsjön
- Lissmasjön
- Lycksjön
- Långsjön, Skälsätra-Tutviken
- Magelungen
- Mörtsjön, Huddinge
- Nedre Rudasjön
- Orlången
- Ormputten
- Ramsjön
- Rudträsket
- Svartsjön, Tyresta
- Trehörningen, Hanveden
- Trehörningen, Sjödalen
- Trylen
- Träsket, Haninge
- Tyresö-Flaten
- Ådran
- Ågestasjön
- Övre Rudasjön
- Utlopp: Uddbyviken till Kalvfjärden i Östersjön.

## Vattendrag i Tyresåns sjösystem
- Balingsholmsån
- Djupån
- Fullerstaån
- Follbrinkströmmen
- Forsån
- Gammelströmmen
- Gudöån
- Kräppladiket
- Kvarnbäcken
- Lissmaån
- Norrån
- Wättingeströmmen
- Orlångsån
- Vendelsån
- Ådranbäcken